# Julián Clavería
Julián Clavería y Gonzalo (Oviedo, 1885-Oviedo, 1943) fue un médico español

## Trayectoria médica
Fue su padre el prestigioso médico de La Felguera, Ramón Bautista Clavería. Estudió Medicina en Madrid, licenciándose en 1907. Se doctoró, también en Madrid, unos meses más tarde. De 1907 a 1911 completó su formación en distintas clínicas de España y del extranjero. Comenzó a ejercer la praxis médica en su ciudad natal, en 1911, logrando gran prestigio. 
En 1915 fue nombrado médico agregado en una clínica del Hospital de Oviedo. En 1918 se casó en ValdecillaSolares Santander con Doña Pastora Tova Piedra. En 1920 ascendió, por oposición, a médico numerario y guardia del Hospital de Oviedo. Posteriormente, fue nombrado jefe clínico del hospital, trabajando en el servicio de urología. En la capital asturiana, tuvo también consulta privada. En los jardines del Hospital General de El Cristo, en Oviedo, se instaló un busto en su recuerdo, obra de Víctor Hevia, que en 2015 fue trasladada a las inmediaciones del nuevo hospital. Igualmente, una calle de Oviedo y otra en Colloto, llevan su nombre.

## Participación política
Militó en el Partido Reformista de Melquiades Álvarez. Al estallar la Guerra Civil, se trasladó con su familia a Solares, Cantabria, hasta que el 19 de abril de 1937, le ordenaron encargarse de un quirófano en el Hospital improvisado de Covadonga, donde permaneció hasta el 27 de septiembre de 1937, cuando ante el avance del ejército nacional, fue evacuado y trasladado a Gijón, encargándose del Hospitalillo Moriyón, donde estuvo hasta el 23 de noviembre. Con posterioridad, se reincorporó a la Beneficencia provincial, habiendo logrado un expediente de depuración y continuó al frente del departamento de urología hasta su muerte.